# Eumerus mongolicus
Eumerus mongolicus är en tvåvingeart som beskrevs av Stackelberg 1974. Eumerus mongolicus ingår i släktet månblomflugor, och familjen blomflugor.
Artens utbredningsområde är Mongoliet. Inga underarter finns listade i Catalogue of Life.